# Hyloscirtus callipeza
Espèce
Synonymes
- Hyla callipeza Duellman, 1989

Statut de conservation UICN

 VU  : Vulnérable
Hyloscirtus callipeza est une espèce d'amphibiens de la famille des Hylidae.

## Répartition
Cette espèce est endémique de Colombie. Elle se rencontre entre 1 050 et 3 000 m d'altitude sur le versant Ouest de la Cordillère Orientale, dans les départements de Santander et de Norte de Santander,.

## Description
Les 2 spécimens adultes femelles observés lors de la description originale mesurent entre 32,3 mm et 33,0 mm de longueur standard.

## Étymologie
Le nom spécifique callipeza vient du grec kalos, (« magnifique »), et de peza (« pied »), en référence à la palmure orange des pieds.

## Publication originale
- Duellman, 1989 : New species of hylid frogs from the Andes of Colombia and Venezuela. Occasional Papers of the Museum of Natural History, University of Kansas, no 131, p. 1-12 (texte intégral).